# Вацлав III Простачок
Вацлав III Простачок (чеш. Václav III. Prostomyslný, пол. Wacław III rybnicki, ок.1442 — 1478) — князь Крновский (1452—1464), Рыбникcкий и Пщинский (1464—1474).

## Биография
Вацлав был младшим сыном князя Крновского Микулаша V от его первой жены Малгожаты Клемм из Лиготы. Принадлежал к побочной линии чешской королевской династии Пржемысловичей. Когда в 1452 году умер его отец,  Вацлав и его старший брат Ян были ещё несовершеннолетними, и регентами княжества стали (соперничая между собой) их мачеха Барбара Рокемберг и дядя Вацлав II Ратиборский. 
Когда братья достигли совершеннолетия, они некоторое время правили в княжестве вместе, а в 1464 году решили разделить его: Яну достались Крнов и Водзислав-Слёнски, а для Вацлава было выделено самостоятельное Рыбникское княжество с городами Рыбник и Жоры. Он также получил Пщинское княжество, из которого двумя годами ранее его брат изгнал их мачеху Барбару Рокемберг.
В 1469 году Вацлав поддержал чешского короля Йиржи из Подебрада в его войне за чешский трон с королем Венгрии Матьяшем Хуньяди. Этот шаг оказался роковым, так как в 1474 году войско Матьяша вступило в Силезию, и Вацлав попал в плен к союзнику Матьяша Викторину из Подебрад. Викторин забрал себе владения Вацлава, а его увёз его в Клодзко, где Вацлав и умер в заточении спустя четыре года. Жены и детей у него не было.